# Michel Zadounaïsky
 (novembre 2019).
Michel Zadounaïsky, né le 10 mars 1903 à Ekaterinodar (Empire russe) et mort à La Hauteville (Yvelines) en 1983, est un sculpteur ferronnier lyonnais. 
Il est considéré comme l'un des rares ferronniers à s'être confronté au fer forgé en tant que sculpteur et non uniquement en tant qu’artisan. 

## Biographie

### Enfance et formation
Fils d'émigrés russes, Michel Zadounaïsky s'installe en France en 1916 à l’âge de treize ans. Il commence son apprentissage artistique aux Beaux-Arts de Lyon, mais n'y reste finalement que quelques mois. La ville de Lyon connaît alors une forte émulation artistique autour de grands noms de l'art nouveau et de l'art déco tels que Sornay, Krass, Linossier, Piguet ou encore Paulin.   
En 1920, il découvre le travail du fer forgé en intégrant la manufacture de lustrerie Fournet. Il s’adonne aussi au repoussage en ronde bosse, c'est-à-dire la confrontation avec le métal avec pour seul outil un marteau, et aidé du feu ; techniques dans lesquelles il est passé maître. Son savoir-faire et son perfectionnisme sont connus du ferronnier parisien Raymond Subes qui lui fit des offres d'emploi qu'il décline.
Quatre ans plus tard, en 1924, il ouvre son premier atelier à Lyon au 76 rue Béchevelin et y travaille jusqu'en 1953 et devient alors une des figures emblématiques des arts décoratifs lyonnais. 

### Expositions
Michel Zadounaïsky expose régulièrement dans les Salons Lyonnais des pièces influencées par le style Art Déco. Il expose en 1926, un cache-radiateur orné d'une femme au Salon de la métallurgie du fer à Lyon. L'année suivante, il épouse Rosa, qui parfois l'aidera pour ses dorures. En 1929, il expose également un cache-radiateur sur le thème de la nuit, avec trois hiboux sur des branchages qui surveillent un vol de chauves-souris. 
Puis, à partir des années 1930, sa thématique se personnalise, et apparait tout un bestiaire d’animaux parfois à la limite du fantastique et de l’étrange. La faune marine semble l'avoir particulièrement attiré, des raies, des squales, des anguilles, parfois assez réalistes, parfois agrémentés par son imagination fertile comme le Macropharynx, poisson à demi fantastique. Les animaux exotiques, caméléons, toucans, serpents, rhinocéros. Les oiseaux souvent nocturnes, grands-ducs, hiboux, chouettes, chauves-souris, mais aussi tout le bestiaire classique, biche, cheval, coq, tortue. 
Il réalise alors plusieurs pièces importantes : une impressionnante porte au naja dressé dans la position du serpent hypnotisé par le charmeur, appartenant au relieur Buer et une autre porte au squale entouré de bancs de poissons stylisés avec des touches de laque et de dorure. Le musée de Saint Étienne lui achète un poisson « modelé à chaud au marteau ». Ce bestiaire séduit une riche clientèle avide de modernité, cette période marquant l'apogée de sa carrière. Il a alors une importante clientèle privée, des personnalités du monde du spectacle, ou par exemple le créateur des pastilles Valda qui acquiert notamment la glace Les guerriers. 

### Commandes
Pour un amateur éclairé, Michel Zadounaïsky exécute en 1931 une porte pour un cabinet de collectionneur intitulée Le prisonnier. De part et d'autre de celle-ci sont disposés des vases d'où s'échappent des poignées de serpents. On retrouvera plus tard dans sa production d'autres « portes du collectionneur », mais sans sujets morbides, uniquement avec des décors géométriques, des patines métalliques de couleurs différentes et des laques rouges et dorées, dont les motifs atténueront l'austérité de la fonction.
Il pousse encore plus loin le fantastique avec une console créée pour le château de Noailles en 1934. Il s'agit d'une plaque en marbre soutenue au-dessus par deux mains en fer enchainées dont les avant-bras semblent sortir du mur par deux plaques dentelées qui les étreignent comme des pièges à loup. 
À Paris, au 13e Salon des Tuileries de 1935, il expose un totem très remarqué, notamment par le vicomte de la Croix-Laval, qui lui commande pour son château de Noailles, un lampadaire aux serpents de trois mètres de hauteur pour lequel il doit alors faire venir spécialement de Suède des tubes métalliques. Le serpent est en effet l'animal totem de Michel Zadounaïsky. Il conçoit par la même occasion le pendant, Singes et cocotiers, aujourd’hui dans une collection américaine. Il offre donc une production diverse et variée visant à créer de véritables « sculptures de fer » monumentales, décoratives ou utilitaires.

### Le groupe des Bâtisseurs
Michel ZadounaÏsky participe en automne 1935 à la première manifestation publique du groupe des Bâtisseurs qui a lieu à la Bourse du travail à Lyon. Parmi les artistes du groupe se trouvent aux côtés de Michel Zadounaïsky les peintres Pierre Combet-Descombes, Marcel Avril, Emile Didier, Étienne Morillon, Robert Pernin, Jean Couty et Tony Garnier. Le groupe est créé à l’initiative du sculpteur George Salendre, membre du parti communiste, et placé sous l’égide des Amis de l’Union soviétique. Salendre définit le groupe comme « l'union d'artistes venus de toutes les régions de la pensée et de l’action qui veulent agir avec l’esprit de création qui illustra autrefois les grandes communautés ».   
Les bâtisseurs s’inscrivent, malgré le pluralisme vanté par Salendre, dans la sphère d’influence communiste et dans la filiation des débats de la querelle du réalisme et des invectives d'Aragon. En défendant la nécessité de délivrer un sens à travers la représentation, le groupe se réclame de fait des préceptes de l’AEAR. Il n'est d'ailleurs pas indifférent qu'à l'occasion du dernier volet des débats de la rue de La Boétie en mai 1936, Louis Aragon choisisse pour orateur Jean Lurçat, animateur privilégié de la section nationale des Amis de l’Union soviétique. Encore peu étudiée, la manifestation lyonnaise constitue un événement important, en digne écho aux manifestations parisiennes.    

### Seconde Guerre mondiale
En 1939, au début de la guerre, Michel Zadounaïsky s'engage dans l'armée en tant que volontaire étranger pour la France. Il se retrouve chargé de la surveillance des mouvements des troupes allemandes. Il consigne alors ses impressions sous la forme de nombreux dessins et reçoit la croix de guerre. Démobilisé en 1940 et de retour à Lyon, grâce à un client bien placé à la Préfecture, il peut obtenir des bons de ferraille qui lui permettent de continuer sa création. Impliqué politiquement, il réalise alors Le Coq, dont la symbolique s'inscrit dans le contexte de l'époque.

### Postérité
Naturalisé en 1948, Michel Zadounaïsky continue à réaliser, en étroite et intime collaboration avec Buer (relieur) et Dumaine (verrier), des objets destinés à une clientèle aisée et éclairée, issue du monde du spectacle, et ce jusqu'à sa mort en 1983. Il reçoit aussi des commandes publiques comme la porte d'une banque en 1950, ou une porte d'intérieur à décor d'oiseaux, où il martèle uniquement les animaux.  
En 1953, le vicomte de la Croix-Laval, un de ses fidèles clients, à nouveau lui commande un Rhinocéros grandeur nature qui devait être entièrement en argent. Malheureusement, le vicomte meurt avant l'exécution définitive à taille réelle. Le musée d'Art Moderne de la ville de Paris en conserve une version en fer forgé de dimensions réduites actuellement exposée au musée d'Art et d'Industrie de Roubaix. Il réalise également une Tête de cheval, issue des réserves du musée des Beaux-Arts de Lyon.
Pour Antoine Clinet, directeur des services de l'architecture de la ville de Lyon, il réalise différents objets d'usage personnel comme des lampes ou cache-radiateurs. Puis celui-ci le charge de concevoir, pour la mairie du 5e arrondissement, des grilles, des balcons, ainsi qu'un grand réflecteur et une jardinière en 1956. Plus tard, grâce à Weckerlin, architecte honoraire de la ville de Lyon, il obtient d'importantes commandes publiques, telles que la grille d'entrée de l'Hôtel de Gadagne en 1959, les grilles de la salle du Trésor de la cathédrale Saint-Jean en 1961, et la grille du musée de I'Imprimerie en 1962. Il ferme définitivement en 1973, son magasin situé avenue Foch, qu'il avait nommé « Temps heureux ». 
Michel Zadounaïsky confie à Robert Chaumier à propos de la façon dont il se considère « Buer et moi nous sommes des artistes, c'est entendu, mais ce qu'il y a de sympathique dans notre cas, c'est que nous sommes aussi des artisans. C'est dire que notre art possède à sa base un métier, une technique. Tous les arts en sont là du reste, mais parmi ceux qui les pratiquent, beaucoup, peintres ou littérateurs, ont trop eu tendance à l'oublier. Pour nous c'était impossible. Nous travaillons sur une matière dure et rebelle, et les lois qui servent à la plier à notre fantaisie datent d'avant nous. Nous devons commencer par nous y soumettre. La technique que nous possédons ne nous sert pas qu'à faire naître nos œuvres, elle nous garde le plein sens des réalités et plie notre imagination à ne pas s'abandonner à des rêveries incongrues ». 
Désireux d'abolir la frontière entre les arts libéraux et les arts utiles, il est un artisan, un artiste, et peut-être le seul sculpteur sur fer de l'Art Déco. Michel Zadounaïsky, proclame : « La ferronnerie d'art, c'est un métier complet, il faut du biceps, il faut du cerveau. Mon travail et ma vie ne font qu'un ».

## Récompense
Dès 1937, la réputation de Michel Zadounaïsky s'étend. Il obtient la médaille d'argent de l'Exposition internationale des arts et des techniques de Paris, puis la médaille d'or de l'Artisanat Français. 

## Vente aux enchères
Aujourd’hui, nombreuses de ses œuvres sont régulièrement vendues aux enchères. En 2001 a lieu la vente d’un important ensemble de ferronneries de l’ancienne collection de Michel Zadounaïsky par Michel Rambert Commissaire-priseur. En 2005 a lieu une vente aux enchères record pour Michel Zadounaïsky à 105 000 €, pour la sculpture lumineuse Serpents aux feuillages, commandée en 1935 par le vicomte de la Croix-Laval. 